# Comuna de Przysucha
Przysucha (polaco: Gmina Przysucha) é uma gminy (comuna) na Polónia, na voivodia de Mazóvia e no condado de Przysuski. A sede do condado é a cidade de Przysucha.
De acordo com os censos de 2004, a comuna tem 12 448 habitantes, com uma densidade 68,7 hab/km².

## Área
Estende-se por uma área de 181,31 km², incluindo:
- área agricola: 39%
- área florestal: 53%

## Demografia
Dados de 30 de Junho 2004:
|                      | Total   | Total | Mulheres | Mulheres | Homens  | Homens |
| -------------------- | ------- | ----- | -------- | -------- | ------- | ------ |
|                      | pessoas | %     | pessoas  | %        | pessoas | %      |
| População            | 12 448  | 100   | 6386     | 51,3     | 6062    | 48,7   |
| Densidade (pop./km²) | 68,7    | 100   | 35,2     | 35,2     | 33,4    | 33,4   |

De acordo com dados de 2002, o rendimento médio per capita ascendia a 1218,47 zł.

## Comunas vizinhas
- Borkowice, Gielniów, Gowarczów, Końskie, Potworów, Przytyk, Rusinów, Stąporków, Wieniawa